# ريك مودي (مدرب كرة سلة)
ريك مودي (بالإنجليزية: Rick Moody)‏ هو مدرب كرة سلة أمريكي، ولد في 26 مايو 1954.